# Ernst Ehmsen
Ernst Ehmsen (* 15. Dezember 1833 in Rendsburg; † 19. März 1893 in Göttingen) war einer der Gründer des Sauerländischen Gebirgsvereins (SGV).

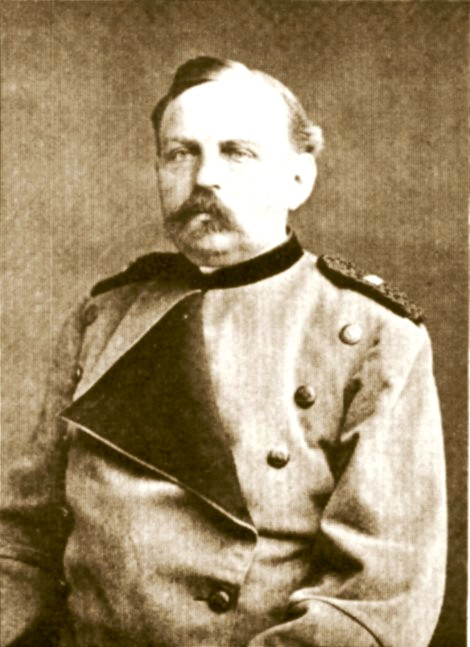
Ernst Ehmsen

## Leben und Beruf
Ehmsen wurde nach Ausbildung und Studium an der Kopenhagener Forstakademie sowie Anstellungen in Ostpreußen und im Elsass 1884 als Forstmeister an die Arnsberger Regierung versetzt.
Bereits in seiner Dienstzeit im Elsass betätigte er sich in dem 1872 gegründeten Vogesenverein.
Im Jahre 1890 gründete er gemeinsam mit Karl Féaux de Lacroix vor dem Hintergrund der Wanderbewegung den Sauerländischen Touristenverein, aus dem im Jahr 1891 der Sauerländische Gebirgsverein hervorging. Ehmsen hat die Satzung entworfen und wurde zum ersten Vorsitzenden des SGV gewählt. Ehmsen hat Hinweise zur Markierung von Wanderwegen gegeben, hat die Presse auf den Verein und das Sauerland aufmerksam gemacht. Er machte mit Plakaten Werbung für die Region und regte Informationsschriften über Gasthäuser und Unterkunftsmöglichkeiten an. Im Jahr 1892 regte er die Gründung eines Vereinsblattes an, das sich auch mit der Erforschung der Regionalgeschichte befassen sollte. Aus dieser Idee entstand die von Feaux de Lacroix redigierte Zeitschrift „Der Sauerländische Gebirgsbote“. Unmittelbar nach Ehmsens Tod wurden in dem Blatt Überlegungen zum Bau eines Denkmals zu Gunsten von Ehmsen laut.
Das  Grab von Ehmsen befindet sich auf dem Friedhof von Großenaspe.

## Sonstiges
In Arnsberg ist ein Platz sowie eine Straße nach Ehmsen benannt. Im Jahr 1897 hat der SGV zu seinen Ehren das Ehmsendenkmal errichtet. Auch ist eine Hauptwanderstrecke des SGV, der Ehmsenweg, nach ihm benannt.